# История Полинезии

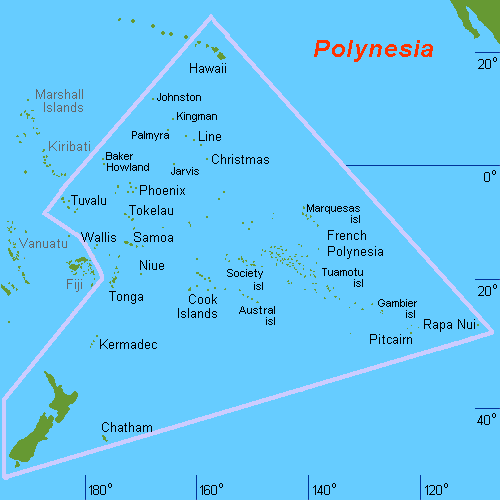
Карта Полинезии

Дату начала заселения полинезийских островов трудно установить — скорее всего заселение полинезийцами многочисленных островов Полинезии началось с середины первого тысячелетия до нашей эры и растянулось почти на 2 тысячелетия. Прародиной полинезийцев, по мнению представителей многих наук, была Азия. Сами полинезийцы называют свою легендарную прародину Гаваики, с этим словом возможно связаны такие названия как Гавайи, Савайи, Хива, Ява. В 1846 году Горацио Хейл предположил, что протополинезийцы жили в районе Молуккских островов.

## Заселение

Полинезийские миграции в Тихом океане

В заселении Океании большую роль сыграли австралоиды, которые около 40 тысяч лет назад населяли юго-восточный Китай и большие территории, которые составляли с континентальной Юго-Восточной Азией единый участок суши, до того как в конце ледникового периода уровень океана поднялся на 100 метров и превратил их в острова. Именно из Азии австралоиды начали свой путь в Австралию и на близлежащие острова — Новая Гвинея, Меланезия.
После австралоидов в истории Океании появляются предки полинезийцев, чьи физические данные стали результатом смешения монголоидных, австралоидных и, возможно, европеоидных наций Азии. Расовый облик полинезийца сформировался в Юго-Восточной Азии и только потом распространился на острова Океании. Примерно 4000 лет назад предки полинезийцев были вынуждены покинуть Юго-Восточную Азию из-за движения монголоидных групп из Центральной Азии. Уровень океана с окончанием ледникового периода поднялся, поглотив часть суши, образовав Индонезийский (Малайский) архипелаг. Около 1500 года до нашей эры протополинезийцы достигли островов Суматра и Ява, а чуть позже следы их присутствия обнаруживаются и на Сулавеси.

Область распространения культуры лапита

Свидетельством присутствия предков полинезийцев считается лапитоидная керамика, впервые найденная археологами на Новой Каледонии в Лапите. Лапитоидная керамика встречается по всей Меланезии, Западной Полинезии, Тонга и Самоа. Самые древние находки лапитоидной керамики на островах Тонга относятся к XIII веку до нашей эры. На Самоа керамика такого вида появилась тремя столетиями позже. В Восточной Полинезии наиболее древние находки относятся ко II веку до нашей эры на Маркизах. Гавайи были заселены в III веке, Тонга в VI веке, остров Пасхи в VII веке, а острова Кука в IX веке. Мореплаватели из племен Южной Америки и Азии достигли Маркизских островов, где находится колыбель цивилизации маори, а затем освоили и близлежащие архипелаги.
В 1940 годах Норвежским исследователем Туром Хейердалом была выдвинута гипотеза, что Полинезия заселялась из Южной Америки, для доказательства чего он и 5 его товарищей Эрик Хессельберг, Герман Ватцингер, Кнут Хёугланн, Торстейн Робю и  Бенгт Даниельссон в 1947 году пересекли Тихий океан на бальсовом плоту.
Анализ геномных вариаций 807 особей из 17 островных популяций со всей Полинезии и 15 групп коренных американцев Тихоокеанского побережья убедительно свидетельствует о том, что около 1200 года произошёл единственный контакт между полинезийцами и группой коренных американцев, наиболее тесно связанной с индейским народом сену в современной Колумбии. Чтобы доказать, что контакты между полинезийцами и коренными американцами случались, необходимы подтверждения из древних генетических образцов.

## Появление европейцев

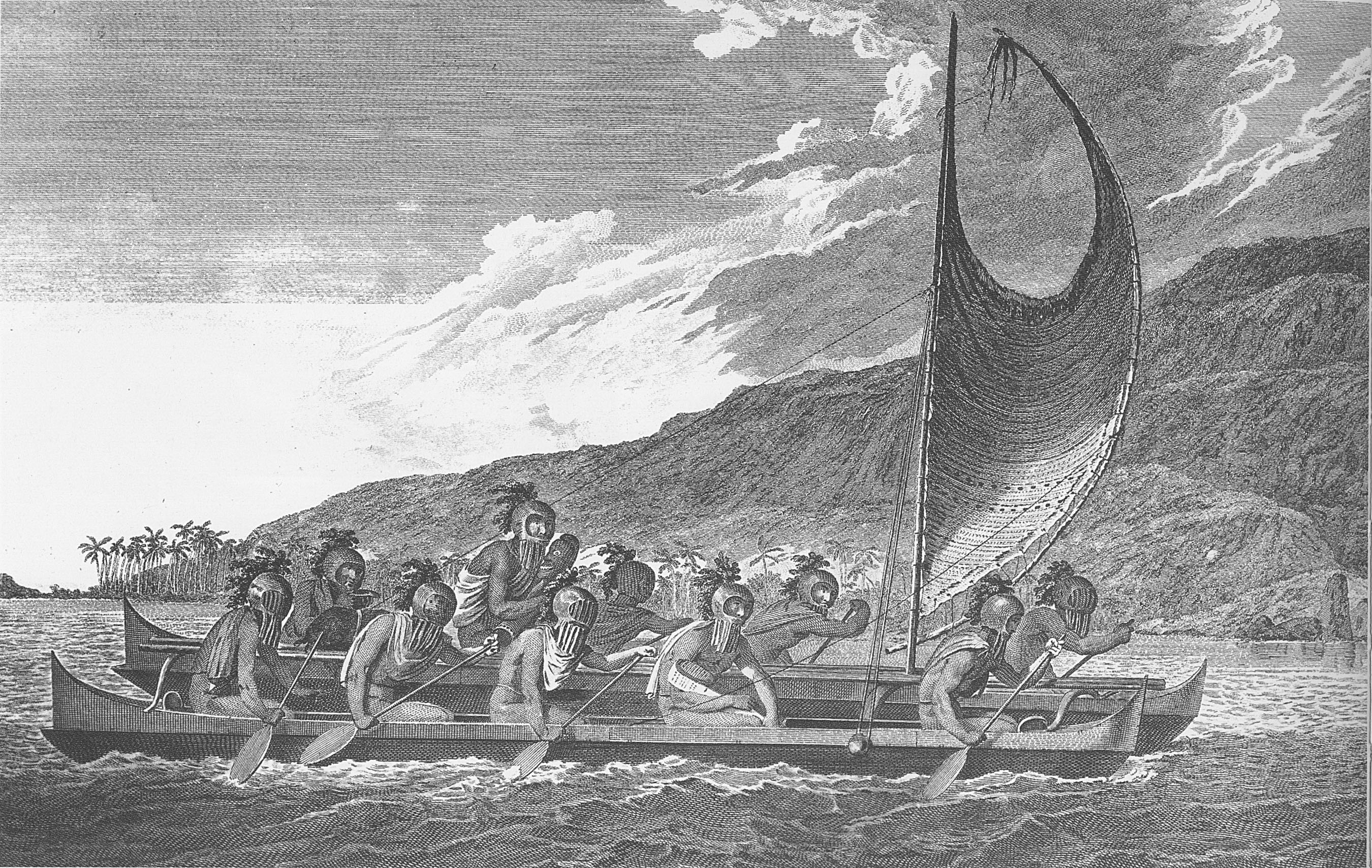
Гавайи, священники в каноэ. Джон Веббер, художник корабля капитана Джеймса Кука

Первым европейцем, достигнувшим Полинезии, считается Фернан Магеллан. Он в 1521 году достиг одного из островов в группе Туамоту и назвал его Сан-Пабло. Когда эти острова были открыты европейцам, полинезийская культуры была распространена на них уже более 800 лет. Контакты с европейцами были и до этого, но большого влияния на местные обычаи они не оказали.
Острова Тонга открыты в 1616 году Якобом Лемером и Виллемом Схаутеном, и в 1643 — Абел Тасманом. Альваро Менданья открыл Маркизские острова в 1595 году. Якоб Роггевен открыл некоторые острова Самоа в 1722 год. Тасман открыл Новую Зеландию в 1642 году, Джеймс Кук — острова Кука и остров Ниуэ, 1767 году — официальное открытие Таити капитаном Семюэлем Уоллесом. В изучение Полинезии внесли важный вклад французские и русские мореплаватели: Луи Антуан де Бугенвиль, Жан Франсуа де Лаперуз, Иван Фёдорович Крузенштерн, Юрий Фёдорович Лисянский, Отто Евстафьевич Коцебу, Михаил Петрович Лазарев.
Первый контакт гавайцев с европейцами состоялся в 1778 году, с экспедицией Джеймса Кука. Туземцы приняли его за своего бога Лоно, который, согласно легенде, должен был вернуться на плавучем острове. Но при повторном визите, в 1779 году, Кук был убит аборигенами, после того как силой пытался вернуть украденный вельбот. Однако, этот случай не повлиял на мирное отношение к другим мореплавателям.
Наибольшей известностью пользуется экспедиция 1789 года, целью которой было собрать саженцы хлебного дерева, выполняющего функцию пищи для колонистов и черных рабов на карибских плантациях. Сценой самого известного в истории корабельного бунта стал парусник «Баунти», которым командовал капитан Уильям Блай. Помощник капитана Кристиан Флетчер и его сообщники покинули корабль на лодке и обосновались на острове Питкэрн (между островом Мангарева и островом Пасхи), чтобы избежать виселицы.
В XVIII веке появилось слово «Полинезия», обозначающее многочисленные острова, открытые в южных морях европейскими мореплавателями. В процессе долгих поисков крупного «Южного континента», который, по мнению ученых той эпохи, должен был «уравновешивать мир», мореплавателям встречались только маленькие острова, не обладающие особенными богатствами.

Марки Германского Самоа, 1901 и 1930

С 1797 года на островах Полинезии начинают свою деятельность христианские миссионеры из Лондонского миссионерского общества, стремясь обратить туземцев из язычества в христианство. С 1836 года в истории Полинезии начинается новый этап — на островах появляются французские католики-миссионеры. В течение XIX века здесь велась борьба между европейскими державами за обладание колониями. Западное Самоа принадлежало Германии, остальные территории были поделены между Великобританией и Францией. Крупнейшие владения — Французская Полинезия, до сих пор остающаяся владением Франции и Новая Зеландия, захваченная англичанами в 1840 году, теперь независимое государство в составе Содружества наций (в 1907 получила статус доминиона). В конце XIX века часть островов попали под протекторат США. В 1959 году США объявили Гавайские острова своим штатом.
Во 2-й половине XX века некоторые острова добились независимости.